# 莱凡
莱凡（法語：Les Fins，法語發音：[le fɛ̃]）是法国杜省的一个市镇，位于该省东部，属于蓬塔利耶区。

## 地理
莱凡（47°4'51"N, 6°37'42"E）面积25.39 平方千米，位于法国勃艮第-弗朗什-孔泰大區杜省，该省份为法国东部内陆省份，北起上索恩省，西接汝拉省，东部及东南部与瑞士接壤，东北部与贝尔福地区省接壤。
与莱凡接壤的市镇（或旧市镇、城区）包括：蒙勒邦、莫尔托、诺埃勒塞尔讷、维莱勒拉克、富尔内-吕桑。
莱凡的时区为UTC+01:00、UTC+02:00（夏令时）。

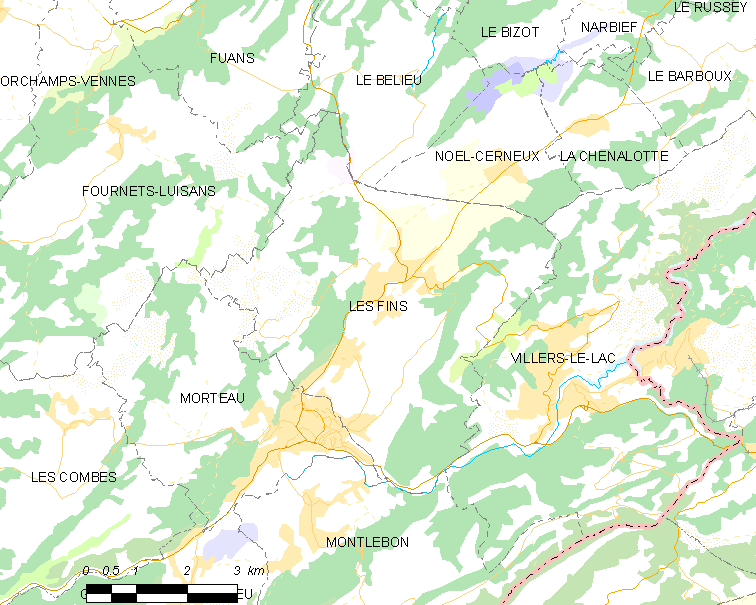
莱凡的OSM定位图

## 行政
莱凡的邮政编码为25500，INSEE市镇编码为25240。

## 政治
莱凡所属的省级选区为莫尔托县。

## 交通
杜省省道D237线、D437线和D461线等在莱凡境内交汇。

## 人口

1962-2008年间莱凡人口变化图示

莱凡于2022年1月1日时的人口数量为3062人。